# Магдалена Манаскова
Магдалена Манаскова (на македонска литературна норма: Магдалена Манаскова) е политик от Северна Македония.

## Биография
Родена е на 26 юни 1981 година в град Кочани, тогава в Социалистическа федеративна република Югославия. Завършва история на изкуството и археология във Философския факултет на Скопския университет. По-късно завършва защита на културно наследство, културен туризъм и управление на исторически градове в Университета Рицумейкан в Киото, Япония.
В 2014 година и в 2016 година е избрана за депутат от ВМРО – Демократическа партия за македонско национално единство в Събранието на Република Македония.